# Olympische kwalificatietoernooien hockey mannen 2012
De Olympische kwalificatietoernooien hockey mannen 2012 waren kwalificatietoernooien om te bepalen welke landen de laatste drie plaatsen mochten invullen voor het mannentoernooi hockey op de Olympische spelen. De 18 landen die deelnamen werden verdeeld in drie poules, deze poules werden alle drie op een andere locatie gehouden en werden gezien als drie aparte toernooien. De toernooien vonden plaats in New Delhi, Dublin en Kakamigahara op verschillende datum in begin 2012. Alleen de winnaars van de toernooien konden een ticket bemachtigen voor de Olympische Spelen.

## Teams

### Reeds gekwalificeerde landen
In de tabel de negen landen die zich op voorhand al hebben gekwalificeerd voor de Olympische eindronde door hoog te eindigen op een continentaal kampioenschap of, in het geval van Groot-Brittannië, door gastland te zijn. Deze landen hoefden dus niet mee te doen aan de kwalificatietoernooien.
| Toernooi                                  | Datum               | Locatie         | Plaatsen | Gekwalificeerd             |
| ----------------------------------------- | ------------------- | --------------- | -------- | -------------------------- |
| Gastland                                  |                     |                 | 1        | Groot-Brittannië           |
| Aziatische Spelen 2010                    | 15-25 november 2010 | Guangzhou       | 1        | Pakistan                   |
| Europees kampioenschap hockey mannen 2011 | 20-27 augustus 2011 | Mönchengladbach | 3        | België Duitsland Nederland |
| Pan-Amerikaanse Spelen 2011               | 14-30 oktober 2011  | Guadalajara     | 1        | Argentinië                 |
| Afrikaans kwalificatietoernooi            | 2-11 september 2011 | Bulawayo        | 1        | Zuid-Afrika Spanje*        |
| Oceania Cup 2011                          | 5-9 oktober 2011    | Hobart          | 2        | Australië Nieuw-Zeeland    |

* Zuid-Afrika gaf zijn plaats op. Volgens de regels van de FIH ging de vrijgekomen plaats naar het land dat op dat moment het hoogste staat op de wereldranglijst en nog niet is geplaatst. In dit geval was dit Spanje

### Nog te kwalificeren landen
In de tabel de achttien landen die zich geplaatst hebben voor het olympisch kwalificatietoernooi.
| Continent | Toernooi                                      | Kwalificatie(s)                       |
| --------- | --------------------------------------------- | ------------------------------------- |
| Azië      | Aziatische Spelen 2010                        | Maleisië India Zuid-Korea China Japan |
| Afrika    | Afrikaans olympisch kwalificatietoernooi 2011 | Egypte                                |
| Amerika   | Pan-Amerikaanse Spelen 2011                   | Canada Chili Cuba Verenigde Staten    |
| Europa    | Europees kampioenschap hockey mannen 2011     | Ierland Spanje Rusland Frankrijk      |
| Europa    | EuroHockey Nations Trophy                     | Polen Oekraïne Oostenrijk Tsjechië    |

1. ↑  Vervangen door Italië
2. ↑  Vervangen door Brazilië
3. ↑  Vervangen door Singapore
4. ↑  Vervangen door Zuid-Afrika omdat Spanje al automatisch geplaatst was nadat Zuid-Afrika hun kwalificatie na het winnen van het Afrikaans olympisch kwalificatietoernooi 2011 opgaf.

## Olympisch kwalificatietoernooi I
Het Olympisch kwalificatietoernooi I werd georganiseerd van donderdag 16 februari 2012 tot en met zondag 25 februari 2012 en vond plaats in New Delhi (India). De winnaar van het toernooi plaatste zich voor het mannentoernooi hockey op de Olympische spelen.

### Groepsfase
- De top 2 plaatst zich voor de finale.

|   | Ploeg     | M | W | G | V | DS  | Ptn |
| - | --------- | - | - | - | - | --- | --- |
| 1 | India     | 5 | 5 | 0 | 0 | +28 | 15  |
| 2 | Frankrijk | 5 | 3 | 1 | 1 | +9  | 10  |
| 3 | Polen     | 5 | 3 | 0 | 2 | +11 | 9   |
| 4 | Canada    | 5 | 2 | 1 | 2 | -21 | 7   |
| 5 | Italië    | 5 | 1 | 0 | 4 | -20 | 3   |
| 6 | Singapore | 5 | 0 | 0 | 5 | -49 | 0   |

### Finale
De winnaar van de finale plaatste zich voor het eindtoernooi op de Olympische Zomerspelen 2012.
| 6 mei 2012 20:00 UTC+5:30                                                      |           |                   |                                               |
| India                                                                          | 8:1 (3:1) | Frankrijk         | Scheidsrechters: John Wright Christian Blasch |
| 17' Lakra 19' 26' 38' 49' 51' Sandeep 43' Sowmarpet Vitalacharya 56' Raghunath | verslag   | 24' Martin-Brisac | Scheidsrechters: John Wright Christian Blasch |

## Olympisch kwalificatietoernooi II
Het Olympisch kwalificatietoernooi II werd georganiseerd van donderdag 10 maart 2012 tot en met zondag 18 maart 2012 en vond plaats in Dublin (Ierland). De winnaar van het toernooi plaatste zich voor het mannentoernooi hockey op de Olympische spelen.

### Groepsfase
- De top 2 plaatst zich voor de finale.

|   | Ploeg      | M | W | G | V | DS  | Ptn |
| - | ---------- | - | - | - | - | --- | --- |
| 1 | Zuid-Korea | 5 | 4 | 1 | 0 | +16 | 13  |
| 2 | Ierland    | 5 | 3 | 2 | 0 | +20 | 11  |
| 3 | Maleisië   | 5 | 3 | 1 | 1 | +11 | 10  |
| 4 | Rusland    | 5 | 2 | 0 | 3 | -10 | 6   |
| 5 | Chili      | 5 | 1 | 0 | 4 | -11 | 3   |
| 6 | Oekraïne   | 5 | 0 | 0 | 5 | -26 | 0   |

### Finale
De winnaar van de finale plaatste zich voor het eindtoernooi op de Olympische Zomerspelen 2012.
| 6 mei 2012 20:00 UTC                  |           |                        |                                             |
| Korea                                 | 3:2 (1:1) | Ierland                | Scheidsrechters: Murray Grime Garry Simonds |
| 30' 70' Lee Nam-Yong 58' Nam Hyun-Woo | verslag   | 14' Caruth 56' Cockram | Scheidsrechters: Murray Grime Garry Simonds |

## Olympisch kwalificatietoernooi III
Het Olympisch kwalificatietoernooi III werd georganiseerd van donderdag 26 april 2012 tot en met zondag 6 mei 2012 en vond plaats in het Gifu-ken Green Stadium in Kakamigahara (Japan). De winnaar van het toernooi plaatste zich voor het mannentoernooi hockey op de Olympische spelen.

### Groepsfase
- De top 2 plaatst zich voor de finale.

|   | Ploeg       | M | W | G | V | DS  | Ptn |
| - | ----------- | - | - | - | - | --- | --- |
| 1 | Japan       | 5 | 4 | 1 | 0 | +21 | 13  |
| 2 | Zuid-Afrika | 5 | 3 | 2 | 0 | +17 | 11  |
| 3 | China       | 5 | 3 | 0 | 2 | +6  | 9   |
| 4 | Oostenrijk  | 5 | 2 | 2 | 2 | -1  | 7   |
| 5 | Tsjechië    | 5 | 1 | 0 | 4 | -7  | 3   |
| 6 | Brazilië    | 5 | 0 | 0 | 5 | -36 | 0   |

Speeldag 1
| 26 april 2012 13:30 UTC+9 |           |            |                                                  |
| China                     | 1:0 (1:0) | Oostenrijk | Scheidsrechters: David Gentles Gareth Greenfield |
|                           | verslag   |            | Scheidsrechters: David Gentles Gareth Greenfield |

| 26 april 2012 16:00 UTC+9 |           |          |                                          |
| Japan                     | 6:0 (3:0) | Tsjechië | Scheidsrechters: Simon Taylor Ged Curran |
|                           | verslag   |          | Scheidsrechters: Simon Taylor Ged Curran |

| 26 april 2012 18:30 UTC+9 |            |          |                                            |
| Zuid-Afrika               | 11:1 (4:0) | Brazilië | Scheidsrechters: Adam Kearns Martin Madden |
|                           | verslag    |          | Scheidsrechters: Adam Kearns Martin Madden |

Speeldag 2
| 28 april 2012 10:00 UTC+9 |           |             |                                             |
| Tsjechië                  | 6:2 (4:1) | Zuid-Afrika | Scheidsrechters: Hong Lae Kim Martin Madden |
|                           | verslag   |             | Scheidsrechters: Hong Lae Kim Martin Madden |

| 28 april 2012 12:30 UTC+9 |           |       |                                                   |
| Brazilië                  | 0:4 (0:8) | China | Scheidsrechters: Gareth Greenfield Marcin Grochal |
|                           | verslag   |       | Scheidsrechters: Gareth Greenfield Marcin Grochal |

| 28 april 2012 15:00 UTC+9 |           |            |                                            |
| Japan                     | 1:4 (2:0) | Oostenrijk | Scheidsrechters: Simon Taylor Raghu Prasad |
|                           | verslag   |            | Scheidsrechters: Simon Taylor Raghu Prasad |

Speeldag 3
| 30 april 2012 13:30 UTC+9 |           |          |                                               |
| Oostenrijk                | 2:1 (2:1) | Tsjechië | Scheidsrechters: David Gentles Marcin Grochal |
|                           | verslag   |          | Scheidsrechters: David Gentles Marcin Grochal |

| 30 april 2012 16:00 UTC+9 |            |       |                                            |
| Brazilië                  | 0:11 (0:6) | Japan | Scheidsrechters: Hong Lae Kim Raghu Prasad |
|                           | verslag    |       | Scheidsrechters: Hong Lae Kim Raghu Prasad |

| 30 april 2012 18:30 UTC+9 |           |             |                                         |
| China                     | 2:5 (0:3) | Zuid-Afrika | Scheidsrechters: Adam Kearns Ged Curran |
|                           | verslag   |             | Scheidsrechters: Adam Kearns Ged Curran |

Speeldag 4
| 2 mei 2012 13:30 UTC+9 |           |          |                                               |
| Oostenrijk             | 3:1 (2:1) | Brazilië | Scheidsrechters: Gareth Greenfield Ged Curran |
|                        | verslag   |          | Scheidsrechters: Gareth Greenfield Ged Curran |

| 2 mei 2012 16:00 UTC+9 |           |             |                                             |
| Japan                  | 3:3 (1:1) | Zuid-Afrika | Scheidsrechters: David Gentles Simon Taylor |
|                        | verslag   |             | Scheidsrechters: David Gentles Simon Taylor |

| 2 mei 2012 18:30 UTC+9 |           |       |                                               |
| Tsjechië               | 0:0 (0:1) | China | Scheidsrechters: Marcin Grochal Martin Madden |
|                        | verslag   |       | Scheidsrechters: Marcin Grochal Martin Madden |

Speeldag 5
| 4 mei 2012 13:30 UTC+9 |           |          |                                            |
| Tsjechië               | 5:0 (3:0) | Brazilië | Scheidsrechters: Simon Taylor Raghu Prasad |
|                        | verslag   |          | Scheidsrechters: Simon Taylor Raghu Prasad |

| 4 mei 2012 16:00 UTC+9 |           |       |                                              |
| China                  | 2:3 (2:1) | Japan | Scheidsrechters: Hong Lae Kim Marcin Grochal |
|                        | verslag   |       | Scheidsrechters: Hong Lae Kim Marcin Grochal |

| 4 mei 2012 18:30 UTC+9 |           |            |                                                |
| Zuid-Afrika            | 2:2 (0:1) | Oostenrijk | Scheidsrechters: Gareth Greenfield Adam Kearns |
|                        | verslag   |            | Scheidsrechters: Gareth Greenfield Adam Kearns |

### Finale
De winnaar van de finale plaatste zich voor het eindtoernooi op de Olympische Zomerspelen 2012.
| 6 mei 2012 15:00 UTC+9 |           |                            |                                           |
| Japan                  | 1:2 (0:0) | Zuid-Afrika                | Scheidsrechters: David Gentles Ged Curran |
| 64' Kitazato           | verslag   | 4' McDade 55' Norris-Jones | Scheidsrechters: David Gentles Ged Curran |